# Armadillidium pulchellum
Armadillidium pulchellum là một loài chân đều trong họ Armadillidiidae. Loài này được Zenker miêu tả khoa học năm 1799.